# Clara Ponsatí
Clara Ponsatí i Obiols (Barcelona, 19 de março de 1957) é uma economista espanhola. É membro da Assemblea Nacional Catalana (ANC) e secretária da Educação do Governo da Catalunha entre 2016 e 2017. Desde 2020, é deputada no Parlamento Europeu.

## Biografia
Ponsatí nasceu em 1957 em Barcelona, na Catalunha, filha de Josep Maria Ponsatí i Capdevila e Montserrat Obiols i Germà. Estudou na Faculdade de Economia da Universidade de Barcelona e, em 1988, ela recebeu seu Ph.D. em Economia pela Universidade de Minnesota. Ponsatí é especialista em teoria dos jogos e economia política, com foco em modelos de negociação e votação. Ponsatí foi pesquisadora do Instituto de Análise Econômica do CSIC (Conselho Superior de Investigações Científicas) e assumiu a sua gestão de 2006 a 2012. Foi professora visitante nas universidades de Toronto, San Diego e Georgetown.
Em 2013, ela denunciou que o Ministério da Educação, Cultura e Desporto decidiu não renovar seu cargo de professora visitante da Cátedra Príncipe das Astúrias da Universidade de Georgetown devido a sua posição favorável ao direito de decidir, o que ela considerou uma "censura" diante de suas opiniões políticas. Seus pontos de vista sobre as relações entre Catalunha e Espanha levaram o então ministro das Relações Exteriores, José Manuel García-Margallo, a assegurar que uma cátedra no exterior não deveria servir "de base para fomentar processos separatistas contrários à Constituição ”, destacando que "enquanto eu for ministro isso não acontecerá em nenhuma embaixada espanhola”.
É membro do secretariado nacional da Assemblea Nacional Catalana desde 2016. Também faz parte do Institut d'Anàlisi Econòmic da UAB.
Desde janeiro de 2016, ela foi diretora da Escola de Economia e Finanças da Universidade de St. Andrews (Escócia), seu último cargo antes de assumir a Secretaria da Educação da Generalidade da Catalunha, em 14 de julho de 2017.
Em 7 de setembro de 2017, passou a ser investigada pelo Ministério Público do Tribunal Superior de Justiça da Catalunha por supostos crimes de prevaricação, desobediência ao Tribunal Constitucional e desvio de dinheiro público, após a assinatura do decreto regional para convocar um referendo de independência da Catalunha, considerado ilegal pelo tribunal constitucional espanhol, juntamente com os outros membros do governo autônomo catalão.
Em 28 de outubro de 2017, em aplicação do artigo 155 da Constituição após a Declaração de independência da Catalunha, foi destituída do cargo de secretária. No dia 30 desse mês, mudou-se para Bruxelas para não comparecer perante a justiça espanhola, juntamente com o recém-destituído presidente Carles Puigdemont e mais quatro ex-secretários do governo catalão, Antoni Comín (da Saúde), Lluís Puig (da Cultura) e Meritxell Serret (da Agricultura).
Ela foi eleita deputada do Parlamento da Catalunha pela coalizão eleitoral Juntos pela Catalunha nas eleições para o Parlamento da Catalunha em 21 de dezembro de 2017, e em janeiro de 2018 renunciou ao cargo de deputada.
Em 23 de março de 2018, o juiz Pablo Llarena denunciou o processo contra Ponsatí - a quem declarou "à revelia" - por um suposto crime de rebelião, acusada de "assumir o controle e ocupação de todas as escolas dependentes de sua Secretaria para garantir seu uso para o referendo". O Supremo Tribunal também emitiu um mandado de prisão europeu contra Ponsatí, que havia retornado ao cargo de professora na Universidade de Saint Andrews, na Escócia. Posteriormente, a justiça do Reino Unido negou-se a extraditar Ponsatí, por considerar que o mandato emitido pelo juiz Llarena era "desproporcional" e solicitou mais informações do caso. Depois que o juiz Llarena enviou as informações adicionais solicitadas pelas autoridades britânicas, o Reino Unido concordou em processar a ordem europeia. Em 14 de novembro de 2019, Ponsatí testemunhou em Edimburgo perante um juiz escocês, que a liberou e não retirou o seu passaporte porque não via nenhum risco de fuga, agendando seu comparecimento em tribunal para o dia 12 de dezembro de 2019.
Foi candidata às Eleições para o Parlamento Europeu de 2019 pelo JxCat-Lliures per Europa, na qual não havia obtido assento, mas após o Brexit, a saída dos deputados ingleses fez com que fossem incorporados novos deputados de diferentes países, entre os quais estava Ponsatí pela Espanha. Foi empossada para todos os efeitos em 1 de fevereiro de 2020. O processo de extradição foi posteriormente suspenso, pois o Tribunal de Edimburgo considerou que o novo status de Ponsatí lhe conferia imunidade.
No início de março de 2021, o Parlamento Europeu retirou o estatuto de imunidade de Clara Ponsatí, Carles Puigdemont e Antoni Comín, por maioria, considerando que os crimes de que são acusados - secessão e desvio de fundos públicos - eram anteriores às eleições europeias em que eles receberam seu status parlamentar.